# D.S. Al Coda
 D.S. al Coda je třetí a zároveň poslední studiové album britské progresivní rockové skupiny National Health. Vyšlo v roce 1982 u vydavatelství Lounging Records/Europa. Album je věnováno zesnulému Alanu Gowenovi.

## Seznam skladeb
Autorem všech skladeb je Alan Gowen.
| Pořadí         | Název                      | Délka |
| -------------- | -------------------------- | ----- |
| 1.             | Portrait of a Shriking Man | 5:33  |
| 2.             | T.N.T.F.X.                 | 3:12  |
| 3.             | Black Hat                  | 4:51  |
| 4.             | I Feel a Night Coming On   | 6:35  |
| 5.             | Arriving Twice             | 2:17  |
| 6.             | Shining Water              | 8:50  |
| 7.             | Tales of a Damson Knight   | 1:53  |
| 8.             | Flanagan's People          | 5:20  |
| 9.             | Toad of Toad Hall          | 7:25  |
| Celková délka: | Celková délka:             | 45:56 |

## Obsazení
National Health
- Phil Miller – kytara
- Dave Stewart – varhany, piáno
- John Greaves – baskytara, zpěv
- Pip Pyle – bicí

Ostatní hudebníci
- Jimmy Hastings – příčná flétna, klarinet
- Elton Dean – saxofon
- Annie Whitehead – pozoun
- Ted Emmett – trubka
- Amanda Parsons – zpěv
- Barbara Gaskin – zpěv
- Richard Sinclair – zpěv